# Église Saint-Saturnin de Saint-Sornin (Charente-Maritime)
Pour les articles homonymes, voir Église Saint-Saturnin.
L'église Saint-Saturnin est une église catholique située à Saint-Sornin, en France.

## Localisation
L'église est située dans le département français de la Charente-Maritime, sur la commune de Saint-Sornin.

## Protection
L'église Saint-Saturnin est classée au titre des monuments historiques par arrêté du 8 mars 1923.